# Vicky Jeudy
Pour les articles homonymes, voir Jeudy.
Vicky Jeudy est une actrice haïtienno-américaine, née dans le Queens à New York. 
Elle se fait connaître du grand public grâce à son rôle de prisonnière, Janae Watson, dans la série télévisée Orange Is the New Black. 

## Biographie

### Enfance et formation
Elle est diplômée de l'école préparatoire St. John à Astoria et étudie le théâtre à l'université d'Etat de New York à New Paltz. 
Lorsqu'elle est encore au collège, elle participe au concours Miss New York USA et termine dans les 25 semi finalistes. Elle repart avec le titre de Miss Photogenic à défaut de poursuivre l'expérience.  
Après avoir obtenu son baccalauréat en études théâtrales, elle décide de se consacrer à sa carrière d'actrice. Sportive depuis son enfance, elle est également professeur certifié de boxe et d'aérobic. 

### Carrière
En 2006, la jeune actrice commence sa carrière dans des productions indépendantes et méconnues du grand public qui lui permettent d'acquérir de l'expérience sur la scène cinématographique. 

En 2013, deux jours après avoir passé une seule audition, elle décroche un rôle dans la série Orange Is the New Black. C'est l'une des deux premières séries produites par Netflix avec House of Cards, elle rencontre un succès important, elle est l'une des séries les plus plébiscitées par le public et la critique de ces dernières années. Elle a, par exemple, remporté des prix lors de la cérémonie des Screen Actors Guild Awards et lors des Emmy Awards (l'équivalent des Oscars pour la télévision).  

Logo original de la série télévisée Orange Is the New Black.

La série est considérée comme un show peu conventionnel qui libère les clichés sur les femmes et l'univers carcéral. Parallèlement au tournage de la série, Vicky Jeudy tourne dans la série policière et dramatique New York, unité spéciale elle incarne un officier de police dans un épisode de la quinzième saison, diffusé en 2014. 
En 2015, l'ensemble du casting d'Orange Is the New Black est récompensé par le Screen Actors Guild Awards de la meilleure distribution. Une récompense qui leur sera, à nouveau, attribuée, lors de la cérémonie de 2016 et de 2017, confirmant ainsi le succès critique et public que rencontre la série. 
A titre personnelle, Vicky Jeudy reçoit une récompense honorifique lors des Haiti Movie Awards 2016. Cette cérémonie organisée par la Motion Picture Association of Haiti honore des professionnels du cinéma haïtien, haitiano-américain, haitiano-canadien et célèbre l’avancement de l’art haïtien.
Elle profite alors de ce succès pour jouer dans deux longs métrages indépendants, en 2017 : d'abord le drame Romeo and Juliet in Harlem, dans laquelle elle joue un second rôle, puis, elle porte le film d'action Armstrong.
En 2019, sort la septième et dernière saison d'Orange Is the New Black qui connaît un large succès. La même année, elle joue dans quelques épisodes de Chicago Police Department.

## Filmographie

### Cinéma

#### Longs métrages
- 2013 : Shake de Deidre Thomas : Judy
- 2016 : Armstrong de Kerry Carlock et Nicholas Lund-Ulrich : Lauren
- 2017 : Romeo and Juliet in Harlem de Aleta Chappelle : Benvolia
- 2017 : « Iron Arm » de Kerry Carlock et Nicholas Lund-Ulrich : Lauren

#### Courts métrages
- 2006 : Bottom Feeder de Wayne Gurman : Ashanti
- 2009 : Living Peterson de Clint Litton : Elizabeth Peterson
- 2013 : Addiction de Danny Dzhurayev : Nandie

### Télévision

#### Téléfilms
- 2012 : Frog Kissers de Debra Kirschner : Allyson

#### Séries télévisées
- 2014 : New York, unité spéciale : Officier Shannon McKenna (saison 15, épisode 11)
- 2013-2019 : Orange Is the New Black : Janae Watson (56 épisodes)
- 2019 : New Amsterdam : Alma Pearson (1 épisode)
- 2019-2020 : Chicago Police Department : Angela Nelson (2 épisodes)

## Distinctions
Sauf indication contraire ou complémentaire, les informations mentionnées dans cette section proviennent de la base de données IMDb.

### Récompenses
- Screen Actors Guild Awards 2015 : meilleure distribution pour une série télévisée comique pour Orange Is the New Black
- Haiti Movie Awards 2016 : Honorary Award[4]
- Screen Actors Guild Awards 2016 : meilleure distribution pour une série télévisée comique pour Orange Is the New Black
- Screen Actors Guild Awards 2017 : meilleure distribution pour une série télévisée comique pour Orange Is the New Black

### Nominations
- Screen Actors Guild Awards 2018 : meilleure distribution pour une série télévisée comique pour Orange Is the New Black